# ポテトボーイズNo.1
「ポテトボーイズNo.1」は、1981年12月5日にイモ欽トリオが発表した唯一のスタジオ・アルバムである。

## 解説
松本隆が12曲中9曲を手掛け、細野晴臣、鈴木慶一、吉田拓郎、井上大輔等が楽曲提供、ムーンライダーズが演奏を担当。松本隆+細野晴臣コンビによるアイドル・テクノ歌謡でミリオン・セラーを記録する大ヒットとなった"ハイスクールララバイ "、同路線の"失恋レッスン"、ドープな80'Sデジタル・サウンドの佳曲"雨のライダー ブルース"等収録したテクノ歌謡名盤。LP初回のみソノシートが封入された。
1995年のCD化に際し、13曲目に「ハイスクールララバイ」のカラオケが収録されている。

## 収録曲
特記以外全作詞：松本隆

### A面
1. ハイスクールララバイ（3:37）
  - 作曲・編曲：細野晴臣
2. 閃光ロック（3:19）
  - 作曲・編曲：井上大輔
  - 歌：西山浩司
3. 高校三年生 '82（3:10）
  - 作曲：南高節、編曲：岡田徹
  - 歌：山口良一
4. 美少女エレジー（3:31）
  - 作曲：吉田拓郎、編曲：鈴木慶一
  - 歌：長江健次
5. ブルースカイラブ（3:01）
  - 作詞：たけしまたつのり、作曲：FAY'S、編曲：鈴木慶一
6. 欽ドン良い子悪い子普通の子のテーマ（Instrumental）（3:01）
  - 作曲・編曲：あかのたちお

### B面
1. 失恋レッスン （A・B・C）（3:29）
  - 作曲：細野晴臣、編曲：細野晴臣・鈴木慶一
2. 初恋のマドンナ（3:14）
  - 作曲：南高節、編曲：鈴木慶一
  - 歌：山口良一
3. ハートブレイク・トレイン（3:07）
  - 作曲・編曲：井上大輔
  - 歌：西山浩司
4. 雨のライダー ブルース（3:45）
  - 作曲：細野晴臣、編曲：細野晴臣・鈴木慶一
5. 制服のエンジェル（3:24）
  - 作曲：吉田拓郎、編曲：岡田徹
  - 歌：長江健次
6. 欽ドン良い子悪い子普通の子のテーマ（4:02）
  - 作詞：竹島達修、作曲・編曲：あかのたちお

## 発売履歴
| 発売日         | レーベル               | 規格 | 規格品番  | 備考 |
| -------------- | ---------------------- | ---- | --------- | ---- |
| 1981年12月5日  | フォーライフ・レコード | LP   | 28K-37    |      |
| 1981年12月5日  | ポニー                 | CA   | 28P-6126  |      |
| 1995年11月17日 | フォーライフ・レコード | CD   | FLCF-3612 |      |